# Eptatretus cirrhatus
Espèce
Statut de conservation UICN

 LC  : Préoccupation mineure
Eptatretus cirrhatus est une espèce de myxines qui se rencontre sur les côtes de la Nouvelle-Zélande, des îles Chatham et du Sud et de l'Est de l’Australie, à des profondeurs comprises entre 1 et 900 m.

## Description
Eptatretus cirrhatus a un corps semblable à celui d’une anguille sans nageoire dorsale, une queue en forme de pagaie et est souvent d’un brun grisâtre avec une teinte rose ou bleuâtre. Comme toutes les myxines, cette espèce n'a ni mâchoire ni une véritable colonne vertébrale, et son squelette est cartilagineux. Sa bouche arrondie est entourée de six barbillons, au-dessus de celle-ci se trouve leur passage nasal singulier et juste à l’intérieur de la bouche se trouve une plaque dentaire avec une rangée de dents kératineuses postérieures et antérieures de chaque côté. Il a sept paires de poches branchiales. Des pores, qui sont souvent entourés d’une couleur blanche, forment une ligne le long des deux côtés inférieurs du corps et sont utilisés pour sécréter un mucus qui se dilate une fois qu’il est en contact avec l’eau de mer. Les juvéniles sont de couleur plus claire.

## Répartition et habitat

### Aire de répartition mondiale naturelle

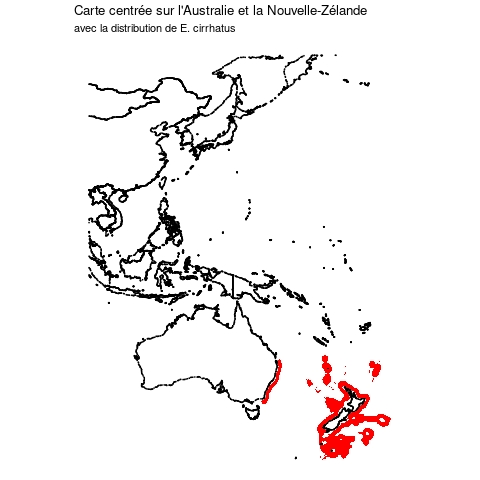
Aire de distribution (en rouge) de E. cirrhatus d'après l'UICN.

Les myxines sont présentes dans le monde entier dans des eaux inférieures à 22 °C. E. cirrhatus a une aire de répartition qui comprend le Pacifique occidental et s’étend le long de la côte est de l’Australie, du Queensland à la Tasmanie, ainsi que dans toute la Nouvelle-Zélande, du Cap Nord au plateau de Snares et autour des îles Chatham (voir figure). D'après l'UICN, cette espèce est l'une des espèces de myxine les plus communes en Australie et en Nouvelle-Zélande et son aire de répartition pourrait être plus vaste que celle actuellement connue.

### Aire de répartition de la Nouvelle-Zélande
Eptatretus cirrhatus se rencontre dans les zones côtières de la Nouvelle-Zélande dans les zones de plateau et de pente le long de la côte, avec des observations fréquentes à Kaikoura. On le trouve également sur les montées et les bancs en haute mer. Leur aire de répartition en Nouvelle-Zélande comprend les îles Chatham.

### Préférences en matière d’habitat
Eptatretus cirrhatus est commune sur l’ensemble des plateaux côtiers tempérés, à des profondeurs comprises entre 1 et 900 m mais le plus souvent entre 40 et 700 m. « Toutes les espèces connues de myxines vivent à proximité du fond, soit en se reposant sur le substrat, soit en occupant des terriers ». Au large de la côte néo-zélandaise E. cirrhatus est souvent rencontrée sur les corniches et les rochers dans les zones rocheuses.

## Cycle de vie/phénologie
Dans une étude réalisée sur les stades de reproduction, rien n’indique qu’Eptatretus cirrhatus se reproduit de manière cyclique ou saisonnière. En effet, des femelles portant de gros œufs ou postovulatoires ont été observées et ce indépendamment de la saison. Il a été suggéré que les femelles peuvent se reproduire lorsque leur longueur totale se situe entre 412 et 534 mm, tandis que les mâles n’atteignent pas leur maturité avant d’avoir atteint une longueur d’environ 585 mm. Eptatretus cirrhatus semble avoir un faible taux de reproduction de sorte qu'il pourrait survenir des problèmes de conservation de la ressource en lien avec la pêche commerciale qui cible en particulier des individus juvéniles, et ce bien que pour l’UICN cette espèce soit classée en « préoccupation mineure ». Il peut s’écouler entre 2 et 3 ans après la maturité avant que les femelles produisent leurs oeufs (vingt à trente). Le développement embryonnaire est lent, les premiers stades se développant à seulement 7 mois chez certaines espèces de myxines.
L’ovaire se trouve dans la partie antérieure de la gonade, et le testicule se trouve dans la partie postérieure. Si la partie antérieure se développe, alors l’individu est de sexe féminin, si la partie postérieure se développe, l’individu est de sexe masculin. Si ni l’une ni l’autre ne se développent, l’individu reste stérile. Si l’individu développe les deux, il devient hermaphrodite. Des recherches sont actuellement en cours pour déterminer si ces individus hermaphrodites sont stériles ou non.

## Systématique
Le nom valide complet (avec auteur) de ce taxon est Eptatretus cirrhatus (Forster, 1801),. L'espèce a été initialement classée dans le genre Petromyzon sous le protonyme Petromyzon cirrhatus Forster, 1801,.
L'ouvrage où se trouve la référence originale pour cette espèce est : 
- (la) M. E. Blochii et JO. Gottlob Schneider, Systema ichthyologiae iconibus CX illustratum, Belorini, Johann Friedrich Hennig, 1801, 652 p. (lire en ligne), p. 532.

Mais l'espèce y est indiquée comme décrite dans un manuscrit rédigé par Forster à qui elle est attribuée. La phylogénie de cette espèce est complexe, dû au fait qu'il n'y a pas de spécimen type connu pour Petromyzon cirrhatus (le nom original sous lequel Forster a décrit l'espèce), ce qui serait nécessaire pour établir le statut relatif des différentes synonymes, et pour définir une nomenclature stable du genre Eptatretus.
Eptatretus cirrhatus a pour synonymes :
- Bdellostoma forsteri Müller, 1836
- Bdellostoma heptatrema Müller, 1836
- Eptatretus banksii (Fleming, 1822)
- Heptatrema cirrhatum Temminck & Schlegel, 1850
- Homea banksii Fleming, 1822
- Petromyzon cirrhatus Forster, 1801

## Étymologie
Son épithète spécifique, cirrhatus, forme adjectival du latin cirrus, « ayant des touffes de poils ou franges », en référence à ce que Forster, par erreur, pensait être une lamproie avec des barbillons.